# Agnese Schebest
Agnese Schebest   (Viena, 15 de febrer de 1813 - Stuttgart, 22 de gener de 1870) va ser una mezzosoprano austríaca. Va viure com a professora de cant a Múnic i Stuttgart.

## Vida i carrera professional
Schebest va néixer a Viena, filla d'un cap de l'exèrcit austríac, nascut a Txèquia. Es va mudar a Praga de petita amb els seus pares a causa d'un canvi professional en la tasca del seu pare. Aquest darrer va morir a causa d'una ferida en una explosió de les fortificacions d'Alessandria el 1816.
Va viure amb la seva mare a Terezin, on va cridar l'atenció de petita en els concerts de l'església. Als onze anys va obtenir lliçons de cant de franc amb cantant de cambra Johann Miksch i classes d'interpretació amb l'actriu Friederike Vohs de Dresden. A l'òpera de la cort de Dresden, va cantar primerencament com a cor i comissària.
Schebest va debutar en òpera el 1830 com a Benjamin, a l'òpera Joseph de Méhul a l'escenari de la pista de Dresden. Com a resultat, va obtenir una feina allí, cosa que li va permetre tenir cura econòmicament de la seva família. Altres papers van ser Leonore a Fidelio de Beethoven, Rebecca a Der Templer und die Jüdin de Marschner, Sesto a La clemenza di Tito de Mozart i Alice a Robert le diable de Meyerbeer. Aleshores, Wilhelmine Schröder-Devrient que també treballava a Dresden i va quedar profundament impressionada pel seu treball.
Al cap de dos anys va rescindir el contracte de Dresden, que també l'obligava a actuar, perquè temia que la formació de veu pogués patir sota els papers. Després d'èxits diverses convidades a Berlín i Leipzig, va acceptar una invitació als escenaris de Budapest a la primavera de 1832, on va tenir contracte fins a 1836. Allà va tenir èxits com Agathe a Der Freischütz de Weber, Die Schweizer Familie de Joseph Weigl, Zerline a Don Giovanni de Mozart, Desdemona a Otello de Rossini, en el paper titular del Cherée de Médée i sobretot com Romeo a I Capuleti e i Montecchi de Bellini.
El 1834 i el 1835 va fer visites a Viena, Dresden i Graz. Després de la finalització del seu compromís a Budapest, va oferir actuacions de convidat a les principals òperes alemanyes del 1836 al 1841. En aquest moment tenia la seva residència a Nuremberg. Després d'una estada a París, viatjà a Itàlia el 1841 amb actuacions a Trieste i Venècia. Després va venir a Weimar, Schwerin, Varsòvia, Lemberg, Múnic i finalment a Karlsruhe el juny de 1842. Va acabar la seva carrera perquè s'havia casat amb el teòleg i biògraf David Friedrich Strauß. El matrimoni, que va tenir dos fills, va ser infeliç i va acabar en divorci després d'uns anys.
Schebest va morir a Stuttgart als 56 anys.

## Publicacions
- Aus dem Leben einer Künstlerin Stuttgart: Ebner & Seubert, 1857 (Google-Digitalisat)
- Rede und Geberde. Studien über mündlichen Vortrag and plastischen Ausdruck Leipzig: Abel, 1861